# СС Мурата
„Мурата“ (на италиански: Società Sportiva Murata) е футболен клуб от едноименната столица на Сан Марино. Основан е през 1966 година.

## История
Клубът е основан през 1979 година. Цветовете на клуба с черно и бяло.
За първи път става шампион през 2006 година, а пре зследващите два сезона повтаря успеха си. УЕФА решава да включи за първи път отбор от Сан Марино в квалификаците за Шампионска лига през 2007-08. ЗА да засили състава си клубът подписва договор с 41-годишния бразилски играч Алдаир, световен шампион от 1994 година.

## Успехи
- Шампионат на Сан Марино:
  -  Шампион (3): 2005/06, 2006/07, 2007/08
  -  Сребърен медал (2): 2004/05, 2023/24
- Купа Титано (Купа на Сан Марино):
  -  Носител (3): 1997, 2007, 2008
  -  Финалист (1): 2014/15
- Суперкупа/Трофео Федерале:
  -  Носител (3): 2006, 2007, 2009
  -  Финалист (1): 2015